# Jaap Velt
Jacob Nicolaas 'Jaap' Velt (Rotterdam, 1934 - Gela, 2004) was een Nederlands journalist, oud-hoofdredacteur van Nieuwe Revu.
Velt groeide op in Rotterdam-West, waar hij als kind een verdwaalde brandbom op het ouderlijk huis en enkele dagen later het bombardement van de stad overleefde. Na zijn middelbare school overwoog hij in te treden bij de Trappistenorde, maar hij werd uiteindelijk journalist.
Hij werkte voor de Katholieke Illustratie en (na de fusie met Revue in 1968) Nieuwe Revu, waar hij in 1975, na het vertrek van Albert Welling, hoofdredacteur werd. Omdat hij moeite had met de voorgestelde, op Playboy geënte koers, maakte hij gebruik van de mogelijkheid te gaan werken bij Margriet. Daar bleef hij tot zijn pensioen werkzaam. Hij overleed tijdens een studiereis naar Sicilië.

## Link
- De eerste bommen op Rotterdam (1940)